# Martin-chasseur lazuli
Todiramphus lazuli
Espèce
Statut de conservation UICN

 NT  : Quasi menacé
Le Martin-chasseur lazuli (Todiramphus lazuli) est une espèce d'oiseau de la famille des Alcedinidae, endémique à l'île de Céram (Moluques, Indonésie).